# Rhopalocarpus similis
Rhopalocarpus similis là một loài thực vật có hoa trong họ Sphaerosepalaceae. Loài này được Hemsl. miêu tả khoa học đầu tiên năm 1903.